# 高浜城山灯台
高浜城山灯台（たかはましろやまとうだい）は、福井県大飯郡高浜町の城山公園内に立つ白亜コンクリート造の小型灯台。

## 歴史
- 1926年（大正15年）6月1日 前身の高浜城山灯柱として新設初点灯（管理：高浜町）
- 1949年（昭和24年）4月1日 高浜町より寄付
- 1953年（昭和28年）8月15日 改修工事により自動管制装置設置
- 1962年（昭和37年）3月31日 LC型灯器設置（自動管制装置撤去）
- 1977年（昭和52年）LC型灯器新替
- 1990年（平成2年）11月15日 LC管制器Ⅱ型に換装、高浜城山灯柱より高浜城山灯台へ名称変更[2]
- 2015年（平成27年）2月17日 高輝度LEDを用いた灯器に変更[1][3]。これに伴い実行光度は2200カンデラから390カンデラへ、公達距離は10.5海里から7.5海里へそれぞれ変更。また、電源も商用電源から太陽光発電（自立型電源化）に変更。

## 交通
- 若狭高浜駅

## 周辺情報
- 若狭高浜港島堤灯台
- 高浜城跡
- 明鏡洞